# Hans Eklund
Hans Eklund (Mönsterås, 16 april 1969) is een Zweedse voetbaltrainer en voormalig voetballer. Hij werd in 2015 aangesteld als coach van Falkenbergs FF. Tijdens zijn carrière als voetballer speelde Eklund zeven wedstrijden in het Zweedse nationale team.

## Carrière als voetballer
Eklund begint zijn carrière bij Mönsterås GIF in zijn geboorteplaats. In 1987 vertrekt hij naar Östers IF. In het jaar 1992 wordt hij topscorer van de Allsvenskan met zestien doelpunten. Eklund speelt tot 1997 voor Östers. Daarna zoekt hij zijn geluk buiten de landsgrenzen, waar hij uitkomt voor het Zwitserse Servette FC, het Chinese Dalian Wanda en het Deense Viborg FF. Eklund helpt Viborg aan haar eerste grote prijs, door in 2000 tijdens de bekerfinale tegen Aalborg BK het enige doelpunt te maken. Na zijn periode bij Viborg, keert Eklund terug naar Zweden om te gaan spelen voor Helsingborgs IF. In 2003 zet de aanvaller een punt achter zijn actieve carrière.
Onder leiding van bondscoach Olle Nordin maakte hij zijn debuut op 12 januari 1988 in de vriendschappelijke wedstrijd tegen Oost-Duitsland (1-4). Andere debutanten in dat duel waren Hans Eskilsson (Hammarby IF), Stefan Rehn (Djurgårdens IF), Dennis Schiller (Lillestrøm SK), Sulo Vaattovaara (IFK Norrköping), Lars Eriksson (Hammarby IF) en Roger Ljung (Malmö FF).

## Carrière als trainer
Na het beëindigen van zijn loopbaan als voetballer ging Eklund aan de slag als jeugdtrainer van Helsingborgs IF. Enige jaren later werd hij aangesteld als assistent-trainer van het eerste elftal. In november 2007 werd Eklund aangesteld als trainer van Viborg FF, de club die hij tevens als speler had gediend. Vanwege tegenvallende resultaten kreeg hij in april 2009 zijn ontslag. Eklund keerde terug naar Zweden, waar hij bij Landskrona BoIS fungeerde als assistent van Henrik Larsson. In 2013 besloot Eklund weer op eigen benen te gaan staan: hij ging aan de slag als trainer van Falkenbergs FF. In zijn eerste jaar leidde hij de club naar het kampioenschap in de Superettan. Direct daarna vertrok hij naar Kalmar FF.

## Erelijst

### Trainer
Falkenbergs FF
- Superettan: 2013